# Коберниці
Коберниці (пол. Kobiernice) — село в Польщі, у гміні Поромбка Бельського повіту Сілезького воєводства.
Населення — 3398 осіб (2011).
У 1975-1998 роках село належало до Бельського воєводства.

## Демографія
Демографічна структура станом на 31 березня 2011 року:
|          | Загалом | Допрацездатний вік | Працездатний вік | Постпрацездатний вік |
| -------- | ------- | ------------------ | ---------------- | -------------------- |
| Чоловіки | 1658    | 298                | 1208             | 152                  |
| Жінки    | 1740    | 320                | 1073             | 347                  |
| Разом    | 3398    | 618                | 2281             | 499                  |